# 巴林—美國關係
巴林-美国关系是巴林和美国之间的双边关系。巴林和美国是长期的亲密盟友。

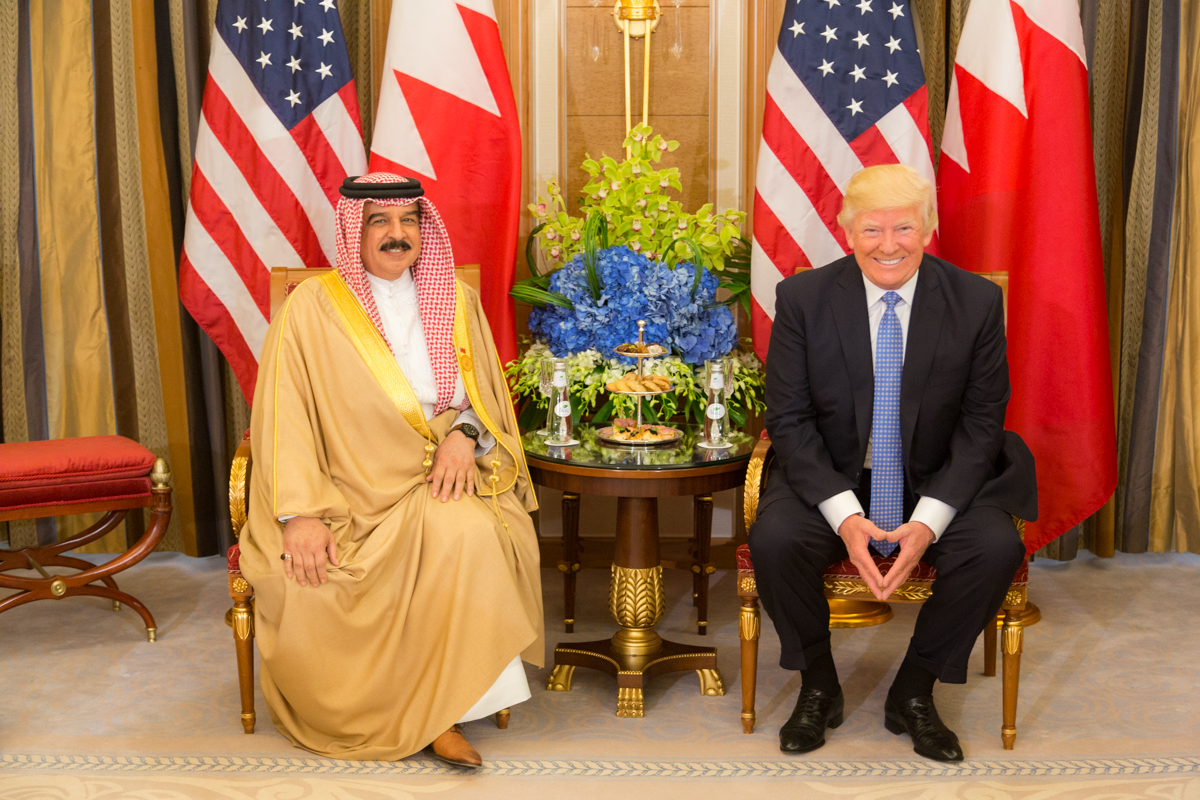
2017年5月，美国总统唐纳德·特朗普会见巴林国王哈迈德·本·伊萨·本·萨勒曼·阿勒哈利法

## 历史
巴林自1947年以来一直为美国在波斯湾的海军活动提供基地。1971年巴林独立后，美国正式承认巴林为主权国家，并与巴林建立外交关系。美国驻麦纳麦大使馆于1971年9月21日开幕，美国第一位驻麦纳麦大使约瑟夫·w·特威纳姆于1974年被派往麦纳麦。巴林驻华盛顿大使馆于1977年开业。1991年10月，埃米尔·伊萨·本·萨勒曼·阿勒哈利法对华盛顿进行国事访问。2001年，沙特国王哈马德·本·伊萨·阿勒哈利法继1999年继承父亲王位后首次访问美国。他于2003年1月返回华盛顿进行正式访问。哈马德国王于2004年11月对华盛顿进行了正式访问，会见了布什总统和内阁级官员。
巴林和美国在1991年10月签署了一项防务合作协议，允许美国军队进入巴林的设施，并确保有权为未来的危机预先准备物资。巴林是美国海军第五舰队的总部。2001年10月，美国将巴林列为北约以外的主要盟国。
隶属于巴林国家福音教会的美国教会医院已经在巴林持续运营了一个多世纪。

### 驱逐来访的美国官员
2014年7月，负责民主、人权和劳工事务的助理国务卿汤姆·马林诺斯基在访问巴林时，会见了巴林主要反对党al-Wefaq的成员后，被巴林政府驱逐。马林诺夫斯基预计将访问巴林三天，并将与al-Wefaq、政府官员和主要人权活动人士纳比勒·拉贾卜举行会谈。 巴林外交部认为，马林诺夫斯基的行为“违反了常规外交准则”，但同时指出，驱逐事件不会影响巴林与美国的关系。巴林政府也要求巴林外交部代表出席马林诺斯基与al-Wefaq成员的私人会议，并声称在马林诺斯基到来之前，就此事已达成“事先协议”。
马林诺夫斯基批评巴林政府的决定是企图“破坏对话”。美国国务院发言人珍·帕莎其表示，美国“深感关切”，巴林政府的行动“与美国与巴林之间的牢固伙伴关系不符”。美国国务卿约翰克里称，巴林要求政府官员出席马林诺夫斯基的会议是“极不寻常的”，是“不可接受的、违反国际外交礼节的要求”。
2014年12月，马林诺夫斯基与负责近东事务的助理国务卿安妮·w·帕特森一起回到了巴林。